# Tinaquillo
Tinaquillo è una città del Venezuela situata nello Stato di Cojedes e in particolare nel comune di Tinaquillo.